# Netopýr rezavý
Netopýr rezavý (Nyctalus noctula) je naším poměrně běžným zástupcem letounů (Chiroptera). Dalšími zástupci rodu Nyctalus, vyskytujícími se na území České republiky je: netopýr stromový (Nyctalus leisleri) a netopýr obrovský (Nyctalus lasiopterus), kteří už nejsou tolik běžní.

## Charakteristika
Srst netopýra rezavého je výrazně rezavá, složená z hustých jednobarevných chlupů. Má nápadně širokou, masivně stavěnou hlavu a krátké boltce s paličkovitým tragem širokého ledvinovitého tvaru. Křídla jsou úzká, dlouhá a zašpičatělá, nemá tedy příliš dobré manévrovací schopnosti, ale tato stavba křídla je vhodná pro tyto dálkové migranty. V ocasní bláně je zašpičatělá epiblema s chrupavčitou přepážkou. Od ostatních druhů rodu Nyctalus se liší v podstatě pouze velikostí a barvou srsti. Starší název pro tento druh byl netopýr lesní.
Váha tohoto druhu se pohybuje většinou v rozmezí 16–36 g, LAt 48–57 mm, LC 63–84 mm, LCd 49–59 mm, LA 14–21 mm a LT 6–8,5 mm.
Vydává jeden z nejsilnějších echolokačních signálů z řádu našich netopýrů, který lze zachytit až ze vzdálenosti 100 m. Jeho hlasy jsou slyšitelné i pouhých lidským uchem. Nejsilnější hlasy vydává v případě nebezpečí. Koncem léta a na podzim v období tzv. „swarmingu“ vydává dlouhé série hlasů, kterými lákají samice do svých úkrytů, aby se s nimi mohli pářit (tzv. „mating calls“).

## Způsob života
Netopýr rezavý je vysoce sociální druh, obývající dutiny starých stromů. Na jihu nebo při zimování hledá úkryty ve skalních štěrbinách, vzácně zimuje i ve stromových dutinách. V posledních letech však bývá stále častěji nalézán i v lidských budovách (skulinky ve zdech, úkryty v novostavbách, větracích šachtičkách nebo pod střešními panely).
Vyletuje časně, ještě za světla, zprvu loví potravu nízko nad zemí, později loví vysoko nad korunami stromů ve výšce několika desítek metrů. Životní strategií a ročním cyklem se podobá jiných stromovým druhům.
Rodí většinou dvě mláďata a pohlavní dospělosti dosahuje již v prvním roce života, pozbývá tedy subadultním stádium (subadultní jedinec je ten, který přečkal první zimování, ale ještě se nepářil). Mláďata se rodí většinou v polovině června. Jedná se o poměrně krátkověký druh (zatím nejdelší věk doložený kroužkováním je 12 let). Letní kolonie tvoří zpravidla 30-50 jedinců, nebývají tedy příliš velké. Po rozpadu letních kolonií odlétají jedinci ke svým zimovištím, před kterými se v pozdním létě a na začátku podzimu shromažďují, za účelem páření. Tomuto chování, které je doprovázeno sociálními hlasy, ukázkovými lety a výběrem partnera s nejvhodnějšími vlastnostmi, se kterým se samice bude pářit, je nazýváno jako „swarming“. Samice se mohou pářit promiskuitně, jelikož není vytvářena vaginální zátka. K páření může docházet i během zimování. Do hibernace vstupují koncem října a začátkem listopadu a trvá přibližně až do března.

## Rozšíření
Netopýr rezavý se vyskytuje téměř po celém území Evropy, můžeme jej nalézt i v Asii, kde jeho rozšíření sahá po jihozápadní Sibiř, Čínu, Japonsko a severní Vietnam a zaznamenán byl také v severozápadní Africe, Libanonu, Kašmíru a severní Barmě. Je to typický dálkový migrant a na území České republiky může přilétat až z Pobaltí za účelem zimování v teplejších oblastech. Přelety mezi zimovištěmi a letními úkryty tak mohou čítat i 1600 km. V České republice se řadí mezi nejběžnější druhy, můžeme je zde nalézt celoročně. Letní kolonie můžeme zaznamenat především v nižších polohách a nejpočetnější je v rybničnatých oblastech (jižní Čechy, jižní Morava), ale konkrétní místa výskytu letních kolonií nejsou známy. V období přeletů a obsazování zimovišť se poměrně často vyskytují také ve městech

## Ohrožení
Hlavní hrozbou pro tento druh (podobně jako pro jiné druhy) je úbytek potravních stanovišť (nahrazování původních listnatých a smíšených lesů lesy jehličnatými), vyrušování na lokalitách výskytu v létě, ale i v zimě při hibernaci a ničení úkrytů (kácený starých stromů, které pro netopýry tohoto druhu představují vhodné úkryty, přestavby půdních prostor a zároveň zateplování, které znemožňuje přístup do prostor, které netopýři využívají jako zimoviště. Proto je vhodné zabezpečit lokality výskytu, především zimovišť, ale i letních kolonií.